# Liste des édifices labellisés « Patrimoine du XXe siècle » de l'Ardèche
La liste des édifices labellisés « Patrimoine du xxe siècle » de l'Ardèche recense les édifices ayant reçu le label « Patrimoine du xxe siècle » dans l'Ardèche en France. Au 27 mai 2013, ils sont au nombre de neuf dans le département.

## Liste
| Monument                        | Commune                | Adresse | Coordonnées    | Notice         | Protection        | Date         | Illustration               |
| ------------------------------- | ---------------------- | ------- | -------------- | -------------- | ----------------- | ------------ | -------------------------- |
| Village de vacances Lou Castel  | Berrias-et-Casteljau   |         | à géolocaliser |                |                   | 10 mars 2003 | Image manquante Téléverser |
| Village de vacances Gîte-Clair  | Chambonas              |         | à géolocaliser |                |                   | 10 mars 2003 | Image manquante Téléverser |
| Maison Unal                     | Labeaume               | Chapias | à géolocaliser | « EA07141243 » | Inscrit MH (2010) | 10 mars 2003 | Image manquante Téléverser |
| Puits d'extraction de Montredon | Largentière            |         | à géolocaliser |                |                   | 10 mars 2003 | Image manquante Téléverser |
| Barrage de Malarce              | Malarce-sur-la-Thines  |         | à géolocaliser |                |                   | 10 mars 2003 | Barrage de Malarce         |
| Église Sainte-Madeleine         | Le Pouzin              |         | à géolocaliser |                |                   | 10 mars 2003 | Image manquante Téléverser |
| Maison de Max Ernst             | Saint-Martin-d'Ardèche |         | à géolocaliser |                | Inscrit MH (1991) | 10 mars 2003 | Maison de Max Ernst        |
| Usine de chaux                  | Viviers                |         | à géolocaliser |                | Inscrit MH (1995) | 10 mars 2003 | Image manquante Téléverser |
| Viaduc de la Voulte             | La Voulte-sur-Rhône    |         | à géolocaliser |                |                   | 10 mars 2003 | Viaduc de la Voulte        |

## Source
- [PDF] « Label patrimoine du XXe siècle Région Rhône-Alpes », sur culturecommunication.gouv.fr, 27 mai 2013